# 225277 Стіно
225277 Стіно (225277 Stino) — астероїд головного поясу, відкритий 24 вересня 1960 року.
Тіссеранів параметр щодо Юпітера — 3,291.